# Gonyleptes
Genre
Synonymes
- Collonychium Bertkau, 1880
- Paragonyleptes Roewer, 1913
- Metagoniosoma Roewer, 1917
- Metagonyleptoides Mello-Leitão, 1923
- Nictheroya Mello-Leitão, 1926
- Melloleitaniella Piza, 1940

Gonyleptes est un genre d'opilions laniatores de la famille des Gonyleptidae.

## Distribution
Les espèces de ce genre sont endémiques du Brésil.

## Liste des espèces
Selon World Catalogue of Opiliones (22/08/2021) :
- Gonyleptes acanthopus (Quoy & Gaimard, 1824)
- Gonyleptes armatus Perty, 1833
- Gonyleptes ater Mello-Leitão, 1923
- Gonyleptes auricola (Mello-Leitão, 1924)
- Gonyleptes barbiellinii Mello-Leitão, 1932
- Gonyleptes calcaripes (Roewer, 1917)
- Gonyleptes curticornis (Mello-Leitão, 1940)
- Gonyleptes curvicornis (Roewer, 1913)
- Gonyleptes flavipalpis Guérin-Méneville, 1844
- Gonyleptes fragilis Mello-Leitão, 1923
- Gonyleptes gertschi Soares & Soares, 1948
- Gonyleptes gonyleptoides (Soares & Soares, 1945)
- Gonyleptes gonypernoides (Piza, 1943)
- Gonyleptes granulatus (Piza, 1940)
- Gonyleptes horridus Kirby, 1819
- Gonyleptes parcigranulatus Soares & Soares, 1949
- Gonyleptes paucigranulatus Mello-Leitão, 1923
- Gonyleptes pectinatus Koch, 1845
- Gonyleptes pectinipes Roewer, 1917
- Gonyleptes perlatus (Mello-Leitão, 1935)
- Gonyleptes pseudogranulatus Soares & Soares, 1946
- Gonyleptes pseudoguttatus Giltay, 1928
- Gonyleptes recentissimus Mello-Leitão, 1932
- Gonyleptes saprophilus Mello-Leitão, 1922
- Gonyleptes vatius Bertkau, 1880
- Gonyleptes viridisagittatus Soares & Soares, 1945

## Publication originale
- Kirby, 1819 : « A century of insects, including several new genera described from his Cabinet. » Transactions of the Linnean Society of London. Zoology, vol. 12, p. 375–453 (texte intégral).